# 西马德雷山鼍蜥
西马德雷山鼍蜥（学名：Elgaria kingii）是侧褶蜥亚科鳄蛇蜥属的一种蛇蜴，有四足。该蜥蜴分布于美墨两国的西马德雷山脉上。

## 拉丁学名
学名金氏艾尔蛇蜥（Elgaria kingii）来源于澳洲海军上将菲利普·Ｐ·金。

## 分布
西马德雷山鼍蜥在美国亞利桑那州东南以及新墨西哥州西南有发现，向南一直延伸至墨西哥哈利斯科州、科利馬州、納亞里特州、薩卡特卡斯州东南以及阿瓜斯卡連特斯州西南。

## 亚种
共发现了三个亞種：
- 南部亚种 Elgaria kingii ferruginea (Webb（英语：Robert G. Webb）, 1962)，分布于墨西哥中部
- 指名亚种 Elgaria kingii kingii Gray, 1838，分布于墨西哥北部和中部
- 北部亚种 Elgaria kingii nobilis Baird & Girard, 1852，分布于美墨边境

注：后面姓氏带括号表示该亚种原不被当作是艾尔蛇蜥属的物种。